# Cessna Citation V
Cessna Citation V (Model 560) là một loại thương mại phản lực do Cessna Aircraft Company chế tạo. 
is a turbofan-powered small-to-medium sized business jet built by the Cessna Aircraft Company in Wichita, Kansas. Một nhánh của seri Cessna Citation II, máy bay Citation V được phát triển thành các model Citation Ultra, Citation Encore, và Citation Encore+.

## Biến thể
- Citation V (Model 560)[1][2]
- Citation Ultra (Model 560)[2]
- Citation Encore (Model 560)[2]
- Citation Encore+ (Model 560)[2]
- UC-35A
- UC-35B
- UC-35C[3]
- UC-35D[3]
- OT-47B "Tracker"[4]

## Quốc gia sử dụng

### Quân sự
Colombia
- Không quân Colombia[5]

 Pakistan
- Không quân Pakistan— 1× Citation V

 Hoa Kỳ
- Lục quân Hoa Kỳ[6]
- Thủy quân Lục chiến Hoa Kỳ[6]

## Tính năng kỹ chiến thuật (Cessna Citation Ultra)
Dữ liệu lấy từ Brassey's World Aircraft & Systems Directory 1999-2000 
Đặc điểm tổng quát
- Tổ lái: 2
- Sức chuyên chở: 7 – 8 hành khách
- Chiều dài: 48 ft 11 in (14,91 m)
- Sải cánh: 52 ft 2 in (15,90 m)
- Chiều cao: 15 ft 0 in (4,57 m)
- Diện tích cánh: 342,6 ft² (31,83 m²)
- Trọng lượng rỗng: 9.395 lb (4.261 kg)
- Trọng lượng cất cánh tối đa: 16.300 lb (7.394 kg)
- Động cơ: 2 × Pratt & Whitney Canada JT15D-5D kiểu turbofan, 3.045 lbf (13,55 kN) mỗi chiếc

 Hiệu suất bay 
- Tốc độ không vượt quá: 292 KIAS (Knot Indicated Airspeed) (.755 Mach) 262 KIAS dưới 8.000 ft
- Vận tốc hành trình: 430 knot (495 mph, 796 km/h) trên độ cao 35.000 ft
- Thất tốc: 82 knot (95 mph, 152 km/h) 95 knot, 109 mph, 174 km/h Vmc (Minimum Control Speed)
- Tầm bay: 1.960 nm (2.257 mi, 3.650 km)
- Trần bay: 45.000 ft (13.715 m)
- Vận tốc leo cao: 4.230 ft/phút (21,5 m/s)
- Tải trên cánh: lb/ft² (kg/m²)
- Lực đẩy/trọng lượng: 0,374